# Német labdarúgó-bajnokság (első osztály)
A Bundesliga a német labdarúgó-bajnokság első osztálya, amelyben az 1992/1993-as idény óta 18 csapat vesz részt. A Bundesliga elnevezést az osztrák labdarúgó-bajnokságra is használják, valamint a két országban számos sportágban a legmagasabb versenyszintet jelenti.
Németországban szokatlan módon sokáig nem alakult ki országos bajnoki rendszer (mint ahogy ez a legtöbb országban megtörtént). A Bundesligát csak 1963-ban hozták létre. A bajnokságot a Német labdarúgó-szövetség (németül: Deutscher Fußball-Bund, DFB) alapította, ám jelenleg a Német Labdarúgó-liga (németül: Deutsche Fußball Liga, DFL) működteti.

## Története

### Alapító tagok
A válogatott veresége 1962-es labdarúgó-világbajnokság negyeddöntőjében Jugoszlávia ellen (0–1) vezetett odáig (többek között), hogy létrehozzanak egy egységes, országos nemzeti bajnokságot. Hermann Gösmann, a DFB újonnan megválasztott elnöke 1962. július 28-án hozta létre a Bundesligát Dortmundban, melynek első kiírása az 1963–1964-es szezonban volt. Az újonnan létrehozott professzionális német bajnokságot a hosszú ideje működő, 1888-ban alapított angol bajnokságról mintázták.
Akkoriban öt Oberliga volt (melyek az első osztálynak feleltek meg), amiket az NSZK földrajzi szempontból történő felosztása szerint alakítottak ki. Ezek szerint Északi- (Oberliga Nord), Déli- (Oberliga Süd), Nyugati- (Oberliga West), Délnyugati- (Oberliga Südwest) és Berlini (Stadtliga Berlin) Oberligát különböztettek meg. A szovjet megszállás alatt álló NDK saját bajnoki rendszerrel rendelkezett. Negyvenhat klub jelezte a részvételi szándékát az új ligában. Tizenhat csapatot választottak ki a pályán elért sikereik alapján, gazdasági ismérveket figyelembe véve és az figyelve, hogy mindegyik Oberliga képviseltesse magát. Fontos kritérium volt továbbá az is, hogy minden városból csak egy csapat indulhatott (ennek esett áldozatul többek között a Bayern München is).
Az alábbi tizenhat csapat a Bundesliga alapító tagja:
- Oberliga Nord: Eintracht Braunschweig, Werder Bremen, Hamburger SV
- Oberliga West: Borussia Dortmund, 1. FC Köln, Meidericher SV (ma MSV Duisburg), Preußen Münster, Schalke 04
- Oberliga Südwest: 1. FC Kaiserslautern, 1. FC Saarbrücken
- Oberliga Süd: Eintracht Frankfurt, Karlsruher SC, 1. FC Nürnberg, TSV 1860 München, VfB Stuttgart
- Stadtliga Berlin: Hertha BSC Berlin

Az első Bundesliga-mérkőzést 1963. augusztus 24-én játszották le. Az első bajnok az előzetesen esélyesnek tartott 1. FC Köln lett (45 ponttal), míg mögötte a Meidericher SV és az Eintracht Frankfurt végzett (egyaránt 39 ponttal).

### A csapatok rangsorolásának szabályai
A bajnok személye kizárólag a Bundesligában lejátszott mérkőzések alapján dől el. Minden csapat megmérkőzik az összes többi klubbal hazai pályán és idegenben is. Eredetileg a győzelemért kettő, a döntetlenért egy, míg a vereségért nulla pont járt. Az 1995–1996-os szezon óta a győzelemért három pontot adnak, a döntetlen és a vereség pontozása nem változott. A bajnokság végére a legtöbb pontot gyűjtő egyesület nyeri meg a német bajnoki címet.
Jelenleg az első négy helyezett csapat kvalifikálja magát automatikusan az UEFA-bajnokok ligája csoportkörébe. Az ötödik és hatodik helyezett az UEFA Európa-liga csoportkörében, míg a hetedik helyezett a második selejtezőkörben indulhat.
A tabella utolsó két helyén végző csapat kiesik a másodosztályba, amíg a másodosztály első két helyezettje feljut az élvonalba. A tizenhatodik helyen végző klub a másodosztály bronzérmesével játszik oda-visszavágós osztályozót. A párharc győztese a következő idényben az élvonalban indulhat, míg a vesztes a másodosztályban.
Az azonos pontszámmal rendelkező csapatokat az alábbi szabályok szerint rangsorolják:
1. A bajnokságban lejátszott összes mérkőzés gólkülönbsége.
2. A bajnokságban lejátszott összes mérkőzésen szerzett több gól.
3. Az egymás elleni eredmények (egymás ellen szerzett összes pont).
4. Az egymás elleni eredmények gólkülönbsége.
5. Az egymás ellen szerzett több idegenbeli gól.
6. A bajnokságban lejátszott összes mérkőzésen szerzett több idegenbeli gól.

Ha két csapat a fenti ragsorolás alapján is azonos mutatókkal rendelkezik, akkor egy semleges pályán megrendezett mérkőzésen döntik el a helyezéseket. A Bundesliga történetében erre azonban még nem került sor.
A csapatok játékoskeretét illetően a mérkőzésre jelölt keretben nem lehet ötnél több EU-n kívüli játékos. Hét cserejátékost lehet jelölni a keretbe, melyek közül három szerepelhet a találkozón.

### Változások a bajnokság lebonyolításában
- Csapatok száma az élvonalban:
  - 1963/64–1964/65: 16
  - 1965/66–1990/91: 18
  - 1991/92: 20, amíg a kelet- és a nyugatnémet bajnokságot összevonták Németország újraegyesítése után
  - 1992/93 óta: 18
- Kieső csapatok száma:
  - 1963/64–1973/74: 2
  - 1974/75–1980/81: 3
  - 1981/82–1990/91: 2 automatikus kieső, valamint a 16. helyezett oda-visszavágós osztályozót játszott a másodosztály harmadik helyezettjével az élvonalbeli indulás jogáért
  - 1991/92: 4
  - 1992/93–2007/08: 3
  - 2008/09-től: 2 automatikus kieső, valamint a 16. helyezett oda-visszavágós osztályozót játszik a másodosztály harmadik helyezettjével az élvonalbeli indulás jogáért

### Az európai kupákba való kvalifikáció története
- Bajnokcsapatok Európa-kupája/UEFA-bajnokok ligája:
  - 1955-1992 közt a BEK-ben csak a bajnok és a BEK német címvédője indulhatott, ha a két csapat nem volt egyező. Erre csupán két példa volt, hogy egyszerre két német csapat is szerepelt: 1975/76 és 1976/77.
  - 1992-1997: csak a bajnok (1992-től kezdve az UEFA-bajnokok ligája a Bajnokcsapatok Európa-kupája utódja.)
  - 1997–1999: az első két helyezett
  - 1999–2012: az első két helyezett automatikusan bejutott a csoportkörbe (a csoportkör a 2003–2004-es kiírástól kezdődött). A DFB UEFA-együtthatójától függően egy vagy két klub (többnyire egy) a harmadik selejtezőkörben indulhatott, amely továbbjutása esetén bejutott a csoportkörbe.
  - 2012-jelenleg: az első három helyezett egyenesen bejut a csoportkörbe, és a negyedik a harmadik selejtezőkörben indulhat.
- UEFA-kupa/Európa-liga (a 2008–2009-es kiírást követően Európa-liga néven fut tovább):
  - Az 1999–2000-es szezontól kezdődően a DFB-Pokal (német kupa) győztese automatikusan kvalifikálta magát. A DFB UEFA-együtthatójától függően nullától további három résztvevőig terjedt az indulók száma. Az UEFA Fair Play táblázata alapján a 2005–2006-os idényben a DFB egy ráadás helyet kapott az UEFA-kupában, amelyet az 1. FSV Mainz 05 nyert el a Bundesliga legsportszerűbb csapata jogcímen.
  - 2012-jelenleg: az 5. és 6. automatikusan a csoportkörbe jut, a kupagyőztes/második vagy ha kvalifikálták már magukat valamely UEFA-tornára, akkor a bajnokság soron következő csapata (a hetedik) indulhat a selejtezőn. Ha a bajnokság negyedik helyezettje kiesik az UEFA-bajnokok ligája harmadik selejtezőkörében, akkor az Európa-liga csoportkörében folytatja tovább nemzetközi szinten való szereplését.
- Kupagyőztesek Európa-kupája:
  - 1960-1999
  - A DFB-Pokal győztese indulhatott a Kupagyőztesek Európa-kupájában. Ma ez a csapat az Európa ligában indulhat.

## Eddigi bajnokok
Összesen 43 csapat nyert már német bajnoki címet. A Bayern München 30 alkalommal lett bajnok, ezzel ő a csúcstartó, „Rekordbajnok” . Az őket követő legtöbb bajnokságot a Dynamo Berlin (10; mely címeket a kelet-német bajnokságban szerezték) és az 1. FC Nürnberg (9) nyerte.
A legtöbb Bundesliga címet szerző csapatok a Bayern Münchenen (30) kívül a Borussia Mönchengladbach (5), a Borussia Dortmund (5), valamint az Werder Bremen (4). Őket követi a Hamburger SV és a VfB Stuttgart három elsőséggel, majd az 1. FC Köln és az 1. FC Kaiserslautern jön két bajnoki címmel, míg a TSV 1860 München, az Eintracht Braunschweig, az 1. FC Nürnberg és a VfL Wolfsburg egy alkalommal végzett a bajnokság élén.
2004-ben kiosztották a „Verdiente Meistervereine” (hozzávetőleges jelentése: „nagyszerű bajnok klubok”) titulust az olasz Juventus gyakorlatát követve, ami szerint a bajnoki cím vagy egyéb trófea többszöri elnyerése után egy aranycsillagot visel a mezén és a címerében. Ezt minden országban eltérő módon használják, Németországban az a gyakorlat, hogy három bajnoki cím után egy, öt bajnoki cím után kettő, tíz bajnoki cím után három, húsz bajnoki cím után négy csillagot viselnek. 2005 novemberében a DFB hozzájárult ahhoz, hogy az összes korábbi német bajnok viselhessen egy csillagot, beleértve az összes férfi bajnokot 1903 óta, és az összes női bajnokot 1974 óta, valamint az összes keletnémet bajnokot is.
Bundesliga-bajnokok
- Bayern München (32)
- Borussia Dortmund (5)
- Borussia Mönchengladbach (5)
- Werder Bremen (4)
- Hamburger SV (3)
- VfB Stuttgart (3)

Összes bajnoki cím (beleértve a nem Bundesligában szerzett, 1963 előtti bajnoki címeket is)
| - Bayern München (33) - Dynamo Berlin (10) - 1. FC Nürnberg (9) - Dynamo Dresden (8) - Borussia Dortmund (8) - Schalke 04 (7) | - Hamburger SV (6) - Frankfurter FC Viktoria (6) - Borussia Mönchengladbach (5) - VfB Stuttgart (5) - Werder Bremen (4) - 1. FC Kaiserslautern (4) | - 1. FC Magdeburg (3) - Erzgebirge Aue (3) - 1. FC Lokomotive Leipzig (3) - Carl Zeiss Jena (3) - 1. FC Köln (3) - SpVgg Greuther Fürth (3) |  |

## Dobogósok 1963 óta
| Szezon    | Bajnok                   | Ezüstérmes               | Bronzérmes               |
| --------- | ------------------------ | ------------------------ | ------------------------ |
| 1963–1964 | 1. FC Köln               | Meidericher SV           | Eintracht Frankfurt      |
| 1964–1965 | Werder Bremen            | 1. FC Köln               | Borussia Dortmund        |
| 1965–1966 | TSV 1860 München         | Borussia Dortmund        | Bayern München           |
| 1966–1967 | Eintracht Braunschweig   | TSV 1860 München         | Borussia Dortmund        |
| 1967–1968 | 1. FC Nürnberg           | Werder Bremen            | Borussia Mönchengladbach |
| 1968–1969 | Bayern München           | Alemannia Aachen         | Borussia Mönchengladbach |
| 1969–1970 | Borussia Mönchengladbach | Bayern München           | Hertha BSC Berlin        |
| 1970–1971 | Borussia Mönchengladbach | Bayern München           | Hertha BSC Berlin        |
| 1971–1972 | Bayern München           | Schalke 04               | Borussia Mönchengladbach |
| 1972–1973 | Bayern München           | 1. FC Köln               | Fortuna Düsseldorf       |
| 1973–1974 | Bayern München           | Borussia Mönchengladbach | Fortuna Düsseldorf       |
| 1974–1975 | Borussia Mönchengladbach | Hertha BSC Berlin        | Eintracht Frankfurt      |
| 1975–1976 | Borussia Mönchengladbach | Hamburger SV             | Bayern München           |
| 1976–1977 | Borussia Mönchengladbach | Schalke 04               | Eintracht Braunschweig   |
| 1977–1978 | 1. FC Köln               | Borussia Mönchengladbach | Hertha BSC Berlin        |
| 1978–1979 | Hamburger SV             | VfB Stuttgart            | 1. FC Kaiserslautern     |
| 1979–1980 | Bayern München           | Hamburger SV             | 1. FC Kaiserslautern     |
| 1979–1980 | Bayern München           | Hamburger SV             | VfB Stuttgart            |
| 1980–1981 | Bayern München           | Hamburger SV             | VfB Stuttgart            |
| 1981–1982 | Hamburger SV             | 1. FC Köln               | Bayern München           |
| 1982–1983 | Hamburger SV             | Werder Bremen            | VfB Stuttgart            |
| 1983–1984 | VfB Stuttgart            | Hamburger SV             | Borussia Mönchengladbach |
| 1984–1985 | Bayern München           | Werder Bremen            | 1. FC Köln               |
| 1985–1986 | Bayern München           | Werder Bremen            | KFC Uerdingen 05         |
| 1986–1987 | Bayern München           | Hamburger SV             | Borussia Mönchengladbach |
| 1987–1988 | Werder Bremen            | Bayern München           | 1. FC Köln               |
| 1988–1989 | Bayern München           | 1. FC Köln               | Werder Bremen            |
| 1989–1990 | Bayern München           | 1. FC Köln               | Eintracht Frankfurt      |
| 1990–1991 | 1. FC Kaiserslautern     | Bayern München           | Werder Bremen            |
| 1991–1992 | VfB Stuttgart            | Borussia Dortmund        | Eintracht Frankfurt      |
| 1992–1993 | Werder Bremen            | Bayern München           | Eintracht Frankfurt      |
| 1993–1994 | Bayern München           | 1. FC Kaiserslautern     | Bayer 04 Leverkusen      |
| 1994–1995 | Borussia Dortmund        | Werder Bremen            | SC Freiburg              |
| 1995–1996 | Borussia Dortmund        | Bayern München           | Schalke 04               |
| 1996–1997 | Bayern München           | Bayer 04 Leverkusen      | Borussia Dortmund        |
| 1997–1998 | 1. FC Kaiserslautern     | Bayern München           | Bayer 04 Leverkusen      |
| 1998–1999 | Bayern München           | Bayer 04 Leverkusen      | Hertha BSC Berlin        |
| 1999–2000 | Bayern München           | Bayer 04 Leverkusen      | Hamburger SV             |
| 2000–2001 | Bayern München           | Schalke 04               | Borussia Dortmund        |
| 2001–2002 | Borussia Dortmund        | Bayer 04 Leverkusen      | Bayern München           |
| 2002–2003 | Bayern München           | VfB Stuttgart            | Borussia Dortmund        |
| 2003–2004 | Werder Bremen            | Bayern München           | Bayer 04 Leverkusen      |
| 2004–2005 | Bayern München           | Schalke 04               | Werder Bremen            |
| 2005–2006 | Bayern München           | Werder Bremen            | Hamburger SV             |
| 2006–2007 | VfB Stuttgart            | Schalke 04               | Werder Bremen            |
| 2007–2008 | Bayern München           | Werder Bremen            | Schalke 04               |
| 2008–2009 | VfL Wolfsburg            | Bayern München           | VfB Stuttgart            |
| 2009–2010 | Bayern München           | Schalke 04               | Werder Bremen            |
| 2010–2011 | Borussia Dortmund        | Bayer 04 Leverkusen      | Bayern München           |
| 2011–2012 | Borussia Dortmund        | Bayern München           | Schalke 04               |
| 2012–2013 | Bayern München           | Borussia Dortmund        | Bayer 04 Leverkusen      |
| 2013–2014 | Bayern München           | Borussia Dortmund        | Schalke 04               |
| 2014–2015 | Bayern München           | VfL Wolfsburg            | Borussia Mönchengladbach |
| 2015–2016 | Bayern München           | Borussia Dortmund        | Bayer 04 Leverkusen      |
| 2016–2017 | Bayern München           | RB Leipzig               | Borussia Dortmund        |
| 2017–2018 | Bayern München           | Schalke 04               | 1899 Hoffenheim          |
| 2018–2019 | Bayern München           | Borussia Dortmund        | RB Leipzig               |
| 2019–2020 | Bayern München           | Borussia Dortmund        | RB Leipzig               |
| 2020–2021 | Bayern München           | RB Leipzig               | Borussia Dortmund        |
| 2021–2022 | Bayern München           | Borussia Dortmund        | Bayer 04 Leverkusen      |
| 2022–2023 | Bayern München           | Borussia Dortmund        | RB Leipzig               |
| 2023–2024 | Bayer Leverkusen         | VfB Stuttgart            | Bayern München           |

## Gólkirályok 1963–2022 között
| Szezon    | Játékos                   | Klub                     | Gólok |
| --------- | ------------------------- | ------------------------ | ----- |
| 1963–1964 | Uwe Seeler                | Hamburger SV             | 30    |
| 1964–1965 | Rudolf Brunnenmeier       | TSV 1860 München         | 24    |
| 1965–1966 | Lothar Emmerich           | Borussia Dortmund        | 31    |
| 1966–1967 | Lothar Emmerich           | Borussia Dortmund        | 28    |
| 1966–1967 | Gerd Müller               | Bayern München           | 28    |
| 1967–1968 | Hannes Löhr               | 1. FC Köln               | 27    |
| 1968–1969 | Gerd Müller               | Bayern München           | 30    |
| 1969–1970 | Gerd Müller               | Bayern München           | 38    |
| 1970–1971 | Lothar Kobluhn            | Rot-Weiß Oberhausen      | 24    |
| 1971–1972 | Gerd Müller               | Bayern München           | 40    |
| 1972–1973 | Gerd Müller               | Bayern München           | 36    |
| 1973–1974 | Jupp Heynckes             | Borussia Mönchengladbach | 30    |
| 1973–1974 | Gerd Müller               | Bayern München           | 30    |
| 1974–1975 | Jupp Heynckes             | Borussia Mönchengladbach | 27    |
| 1975–1976 | Klaus Fischer             | Schalke 04               | 29    |
| 1976–1977 | Dieter Müller             | 1. FC Köln               | 34    |
| 1977–1978 | Dieter Müller             | 1. FC Köln               | 24    |
| 1977–1978 | Gerd Müller               | Bayern München           | 24    |
| 1978–1979 | Klaus Allofs              | Fortuna Düsseldorf       | 22    |
| 1979–1980 | Karl-Heinz Rummenigge     | Bayern München           | 26    |
| 1980–1981 | Karl-Heinz Rummenigge     | Bayern München           | 29    |
| 1981–1982 | Horst Hrubesch            | Hamburger SV             | 27    |
| 1982–1983 | Rudi Völler               | Werder Bremen            | 23    |
| 1983–1984 | Karl-Heinz Rummenigge     | Bayern München           | 26    |
| 1984–1985 | Klaus Allofs              | 1. FC Köln               | 26    |
| 1985–1986 | Stefan Kuntz              | VfL Bochum               | 22    |
| 1986–1987 | Uwe Rahn                  | Borussia Mönchengladbach | 24    |
| 1987–1988 | Jürgen Klinsmann          | VfB Stuttgart            | 19    |
| 1988–1989 | Thomas Allofs             | 1. FC Köln               | 17    |
| 1988–1989 | Roland Wohlfarth          | Bayern München           | 17    |
| 1989–1990 | Jřrn Andersen             | Eintracht Frankfurt      | 18    |
| 1990–1991 | Roland Wohlfarth          | Bayern München           | 21    |
| 1991–1992 | Fritz Walter              | VfB Stuttgart            | 22    |
| 1992–1993 | Ulf Kirsten               | Bayer 04 Leverkusen      | 20    |
| 1992–1993 | Tony Yeboah               | Eintracht Frankfurt      | 20    |
| 1993–1994 | Stefan Kuntz              | 1. FC Kaiserslautern     | 18    |
| 1993–1994 | Tony Yeboah               | Eintracht Frankfurt      | 18    |
| 1994–1995 | Mario Basler              | Werder Bremen            | 20    |
| 1994–1995 | Heiko Herrlich            | Borussia Mönchengladbach | 20    |
| 1995–1996 | Fredi Bobic               | VfB Stuttgart            | 17    |
| 1996–1997 | Ulf Kirsten               | Bayer 04 Leverkusen      | 22    |
| 1997–1998 | Ulf Kirsten               | Bayer 04 Leverkusen      | 22    |
| 1998–1999 | Michael Preetz            | Hertha BSC Berlin        | 23    |
| 1999–2000 | Martin Max                | TSV 1860 München         | 19    |
| 2000–2001 | Sergej Barbarez           | Hamburger SV             | 22    |
| 2000–2001 | Ebbe Sand                 | Schalke 04               | 22    |
| 2001–2002 | Márcio Amoroso            | Borussia Dortmund        | 18    |
| 2001–2002 | Martin Max                | TSV 1860 München         | 18    |
| 2002–2003 | Giovane Élber             | Bayern München           | 21    |
| 2002–2003 | Thomas Christiansen       | VfL Bochum               | 21    |
| 2003–2004 | Aílton                    | Werder Bremen            | 28    |
| 2004–2005 | Marek Mintál              | 1. FC Nürnberg           | 24    |
| 2005–2006 | Miroslav Klose            | Werder Bremen            | 25    |
| 2006–2007 | Theofánisz Gékasz         | VfL Bochum               | 20    |
| 2007–2008 | Luca Toni                 | Bayern München           | 24    |
| 2008–2009 | Grafite                   | VfL Wolfsburg            | 28    |
| 2009–2010 | Edin Džeko                | VfL Wolfsburg            | 22    |
| 2010–2011 | Mario Gómez               | Bayern München           | 28    |
| 2011–2012 | Klaas-Jan Huntelaar       | Schalke 04               | 35    |
| 2012–2013 | Stefan Kießling           | Bayer 04 Leverkusen      | 32    |
| 2013–2014 | Robert Lewandowski        | Borussia Dortmund        | 20    |
| 2014–2015 | Alexander Meier           | Eintracht Frankfurt      | 19    |
| 2015–2016 | Robert Lewandowski        | Bayern München           | 30    |
| 2016–2017 | Pierre-Emerick Aubameyang | Borussia Dortmund        | 31    |
| 2017–2018 | Robert Lewandowski        | Bayern München           | 29    |
| 2018-2019 | Robert Lewandowski        | Bayern München           | 22    |
| 2019-2020 | Robert Lewandowski        | Bayern München           | 34    |
| 2020-2021 | Robert Lewandowski        | Bayern München           | 41    |
| 2021-2022 | Robert Lewandowski        | Bayern München           | 35    |

## A bajnokságban legtöbbször szerepelt játékosok

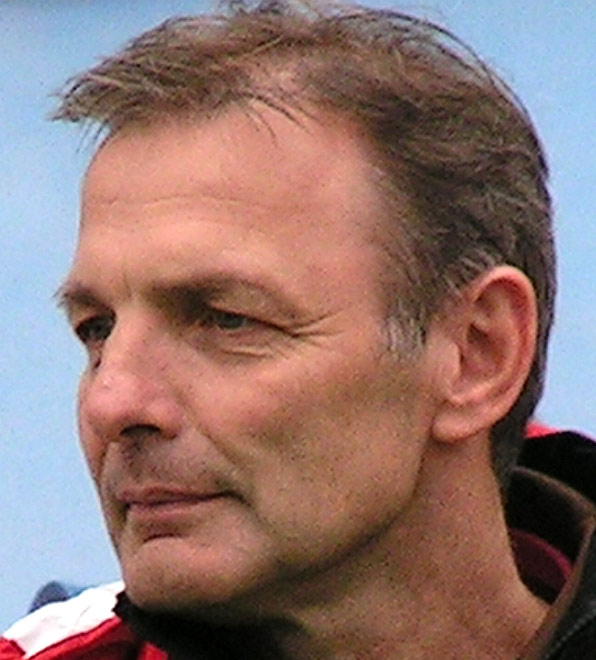
Karl-Heinz Körbel, a bajnokságban a legtöbbször szerepelt játékos

| #  | Név               | Időszak   | Klub                | Mérk. |
| -- | ----------------- | --------- | ------------------- | ----- |
| 1  | Karl-Heinz Körbel | 1972–1991 | Eintracht Frankfurt | 602   |
| 2  | Manfred Kaltz     | 1971–1991 | Hamburger SV        | 581   |
| 3  | Oliver Kahn       | 1987–2008 | Bayern München      | 557   |
| 4  | Klaus Fichtel     | 1965–1988 | Schalke 04          | 552   |
| 5  | Miroslav Votava   | 1976–1996 | Werder Bremen       | 546   |
| 6  | Klaus Fischer     | 1968–1988 | Schalke 04          | 535   |
| 7  | Eike Immel        | 1978–1995 | VfB Stuttgart       | 534   |
| 8  | Willi Neuberger   | 1966–1983 | Eintracht Frankfurt | 520   |
| 9  | Michael Lameck    | 1972–1988 | VfL Bochum          | 518   |
| 10 | Uli Stein         | 1978–1997 | Hamburger SV        | 512   |

## A bajnokságban legtöbb gólt szerzett játékosok

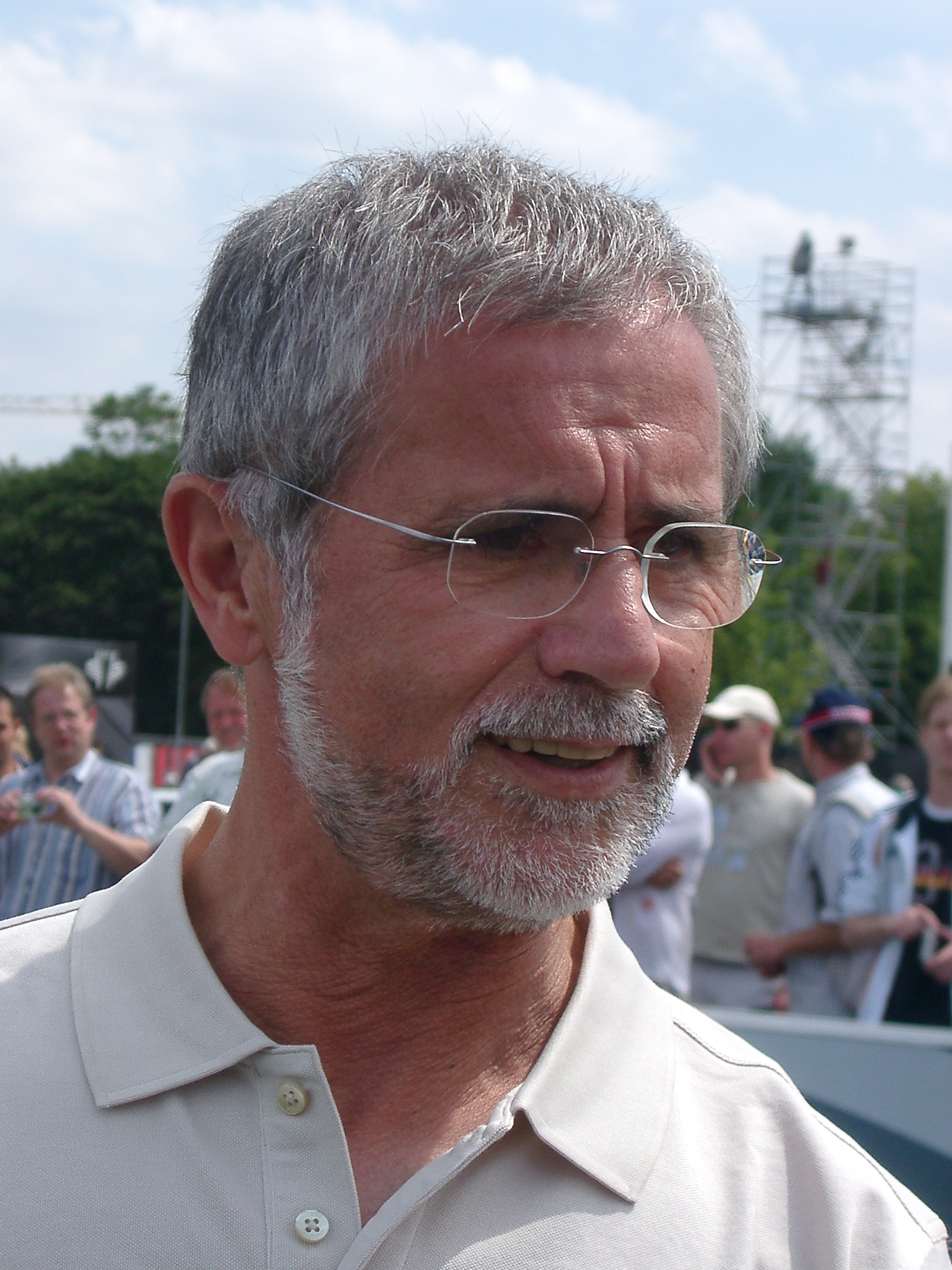
Gerd Müller, a bajnokságban a legtöbb gólt szerző játékos

| #                                  | Név                 | Időszak   | Klub                                                               | Gól |
| ---------------------------------- | ------------------- | --------- | ------------------------------------------------------------------ | --- |
| 1                                  | Gerd Müller         | 1965–1979 | Bayern München                                                     | 365 |
| 2                                  | Robert Lewandowski* | 2010-     | Bayern München Borussia Dortmund                                   | 271 |
| 3                                  | Klaus Fischer       | 1968–1988 | TSV 1860 München Schalke 04 1. FC Köln VfL Bochum                  | 268 |
| 4                                  | Jupp Heynckes       | 1965–1978 | Hannover 96 Borussia Mönchengladbach                               | 220 |
| 5                                  | Manfred Burgsmüller | 1969–1990 | Werder Bremen Borussia Dortmund 1. FC Nürnberg Rot-Weiß Essen      | 213 |
| 6                                  | Claudio Pizarro     | 1999–2020 | Werder Bremen Bayern München 1. FC Köln                            | 197 |
| 7                                  | Ulf Kirsten         | 1990–2003 | Bayer 04 Leverkusen                                                | 182 |
| 8                                  | Stefan Kuntz        | 1983–1999 | 1. FC Kaiserslautern Arminia Bielefeld VfL Bochum KFC Uerdingen 05 | 179 |
| 10                                 | Dieter Müller       | 1975–1993 | 1. FC Saarbrücken 1. FC Köln VfB Stuttgart                         | 177 |
| 10                                 | Klaus Allofs        | 1973–1986 | Werder Bremen 1. FC Köln Fortuna Düsseldorf                        | 177 |
| (* = jelenleg is aktív játékosok.) |                     |           |                                                                    |     |

## Egyéb rekordok
- A legtöbb bajnoki címet nyerte: Bayern München (30 bajnoki cím)
- A legtöbb szezont teljesítette a Bundesligában: Hamburger SV (50 szezon, jelenleg az 51. idényében szerepel)
- A legtöbb győzelem egy szezonban: Bayern München (29 győzelem, 2012–2013)
- A legkevesebb vereség egy szezonban: Bayern München (1 vereség, 1986–1987 és 2012–2013)
- A leghosszabb győzelmi sorozat: Bayern München (15 mérkőzés, 2005. március 19. – szeptember 20. és 2013. január 19. – május 5.)
- A leghosszabb veretlenségi sorozat: Bayern München (37 mérkőzés, 2012. november 3. –)
- A legtöbb lőtt gól egy szezonban: Bayern München (101 gól, 1971–1972)
- A legkevesebb kapott gól egy szezonban: Bayern München (18 kapott gól, 2012–2013)
- A legtöbb pont egy szezonban: Bayern München (91 pont, 2012–2013)
- A legnagyobb előny: Bayern München (25 pont, 2012–2013)
- A legkorábbi naptári bajnok: Bayern München (2013. április 6.)
- A legtöbb mérkőzés kapott gól nélkül egy szezonon belül: Bayern München (21 mérkőzés, 2012–2013)
- Minden mérkőzésen legalább egy gól: Bayern München (2012–2013) és 1. FC Köln (1963/64)
- A legjobb gólkülönbség: Bayern München (+80, 2012–2013)
- A legtöbb idegenbeli győzelem egy szezonban: Bayern München (15, 2012–2013)
- A legkevesebb hazai vereség egy szezonban: Bayern München (1 vereség, 1986-1987 és 2012–2013)
- A legkevesebb idegenbeli vereség egy szezonban: Bayern München (0 vereség, 1986-1987 és 2012–2013)
- A legtöbb idegenben szerzett pont: Bayern München (47 pont, 2012–2013)
- A leghosszabb idegenbeli győzelmi széria: Bayern München (9 győzelem, 2012–2013)
- A legkevesebb idegenben elszenvedett gól: Bayern München (7 gól, 2012–2013)
- A legkorábbi őszi bajnok: Bayern München (14. forduló, 2012–2013)
- Az őszi szezon legjobb gólkülönbsége: Bayern München (+37 gól, 2012)
- Az őszi szezon legkevesebb kapott gólja: Bayern München (2012-2013) és VfB Stuttgart (2003-2004) (7 gól)
- Az első 5 idegenbeli meccs kapott gól nélkül: Bayern München (2012-2013)
- A legjobb szezonstart: Bayern München (8 győzelem, 2012-2013)
- A legjobb tavaszi szezon: Bayern München (49 pont, 2012-2013)
- A legjobb tavaszi szezonkezdet: Bayern München (14 győzelem, 2012-2013)
- A legtöbb gól egy szezonban: 1 097 gól 306 mérkőzésen (1983–1984, gólátlag: 3,58)
- A legkevesebb gól egy szezonban: 790 gól 306 mérkőzésen (1989–1990, gólátlag: 2,58)
- A legtöbb kiállítás egy szezonban: 98 piros lap (1994–1995)[12]
- A legtöbb gólt szerezte: Gerd Müller, mindet a Bayern München játékosaként (365 gól, 1965–1979 között).
- A legtöbb öngólt szerezte: Manfred Kaltz a Hamburger SV-ből (6 öngól).
- A legtöbb mérkőzést játszotta: Karl-Heinz Körbel, mindet az Eintracht Frankfurt játékosaként (602 mérkőzés, 1972–1991 között).
- A legidősebb játékos Klaus Fichtel volt Schalke 04-ből (43 éves).
- A legfiatalabb gólszerző Nuri Şahin volt a Borussia Dortmundból (16 évesen és 335 naposan).
- A legtöbb kiállítást kapta: Jens Nowotny (8 kiállítás), Stefan Effenberg, Sergej Barbarez és Torsten Kracht (mindannyian 7 kiállítás).
- A legtöbb büntetógólt szerezte: Manfred Kaltz (53 büntetőgól, 7-et rontott).
- A legtöbb gólt kapó kapus: Eike Immel 829 kapott gól (534 mérkőzésen).
- A legtöbb kapott gól nélküli mérkőzéssel rendelkező kapus: Oliver Kahn 196 mérkőzés (557 lejátszott mérkőzésből).
- A legtöbb bajnoki cím játékosként: Mehmet Scholl és Oliver Kahn (8 bajnoki cím).
- A legtöbb bajnoki cím edzőként: Udo Lattek (8 bajnoki cím).
- Az edzőként eltöltött leghosszabb időszak: Volker Finke (több mint 16 év).
- A legrosszabb csapat: a Tasmania 1900 Berlin (1965–1966) a birtokosa a szokatlan címeknek a "legrosszabb teljesítmények" listáján.
- A "leggyorsabb gól": Karim Bellarabi (Bayer 04 Leverkusen) 9 másodperc alatt rúgta.

## Jelentős külföldi játékosok
| - Altin Lala - Edmond Kapllani - Ervin Skela - Fatmir Vata - Igli Tare - Habíb Belajd - Karím Matmúr - Karím Zíáni - Kevin Keegan - Owen Hargreaves - Tony Woodcock - Rui Marques - Exequiel Palacios - Andrés D'Alessandro - Bernardo Romeo - Diego Klimowicz - Diego Placente - Facundo Hernán Quiroga - Javier Pinola - José Ernesto Sosa - Juan Pablo Sorín - Martín Demichelis - Rodolfo Esteban Cardoso - Sergio Zárate - Craig Moore - Joshua Kennedy - Mark Schwarzer - Matthew Špiranović - Paul Agostino - Andreas Herzog - Andreas Ibertsberger - Andreas Ivanschitz - Christian Fuchs - Kurt Jara - Martin Harnik - Sebastian Prödl - Stefan Lexa - Toni Polster - Wilhelm Huberts - Ümit Korkmaz - Thorgan Hazard - Bart Goor - Daniel Van Buyten - Émile Mpenza - Jean-Marie Pfaff - Marc Wilmots - Peter Van Houdt - Vincent Kompany - Wesley Sonck - Edin Džeko - Hasan Salihamidžić - Sejad Salihović - Sergej Barbarez - Tomislav Piplica - Vedad Ibišević - Zlatan Bajramović - Zvjezdan Misimović - Philippe Coutinho - Aílton - Cacau - Diego - Ewerthon - Fernando Baiano - Giovane Élber - Gláuber - Grafite - Henrique - Jorginho - Josué - Juan - Lincoln - Lúcio - Marcelinho - Márcio Amoroso - Paulo Sérgio - Fernando Pereira Nando - Raffael - Rafinha - Renato Augusto - Roque Júnior - Zé Roberto - Blagoj Zsorev Georgiev - Csavdar Jankov - Dimitar Berbatov - Dimitar Rangelov - Kraszimir Balakov - Marijan Hrisztov - Martin Petrov - Sztaniszlav Angelov - Jonathan Pitroipa - Arturo Vidal - David Jarolím - David Rozehnal - Jan Koller - Jan Laštůvka - Jan Polák - Jan Šimák - Jan Šimůnek - Jaromír Blažek | - Jaroslav Drobný - Jiří Štajner - Martin Fenin - Michal Kadlec - Mihál Papadópilosz - Pavel Kuka - Tomáš Galásek - Tomáš Rosický - Tomáš Ujfaluši - Václav Svěrkoš - Vratislav Lokvenc - Allan Simonsen - Bjarne Goldbæk - Brian Laudrup - Christian Poulsen - Daniel Jensen - Flemming Povlsen - Jesper Grønkjær - Jon Dahl Tomasson - Jonas Kamper - Leon Andreasen - Peter Løvenkrands - Peter Madsen - Stig Tøfting - Thomas Helveg - Thomas Delaney - Delron Buckley - Rowen Fernández - Sibusiso Zuma - Steven Pienaar - An Dzsonghvan - Csha Bomgun - Csha Duri - Li Jongphjo - Mohammed Zídán - Arouna Koné - Arthur Boka - Boubacar Sanogo - Constant Djakpa - Didier Ya Konan - Guy Demel - Aljakszandar Hleb - Jari Litmanen - Joonas Kolkka - Mikael Forssell - Petri Pasanen - Sami Hyypiä - Bixente Lizarazu - Franck Ribéry - Jean-Pierre Papin - Johan Micoud - Matthieu Delpierre - Ricardo Faty - Valérien Ismaël - Willy Sagnol - Youri Djorkaeff - Abédi Pelé - Hans Sarpei - Isaac Vorsah - Kevin-Prince Boateng - Matthew Amoah - Samuel Kuffour - Tony Yeboah - Ángelosz Harisztéasz - Dimitrios Moutas - Jánisz Amanatídisz - Níkosz Liberópulosz - Szotíriosz Kirjákosz - Theofánisz Gékasz - Alekszandre Iasvili - Levan Kobiasvili - Arie van Lent - Arjen Robben - Dick van Burik - Eljero Elia - Erik Meijer - Harry Decheiver - Jan Wouters - Joris Mathijsen - Kevin Hofland - Khalid Boulahrouz - Mark van Bommel - Martin Jol - Nigel de Jong - Orlando Engelaar - Patrick Paauwe - Rafael van der Vaart - Roy Makaay - Ruud van Nistelrooy - Mario Cvitanović - Marko Babić - Slaven Bilić - Danijel Pranjić - Ivan Klasnić - Ivan Rakitić - Ivica Olić | - Josip Šimunić - Jurica Vranješ - Mladen Petrić - Niko Kovač - Robert Kovač - Tomislav Marić - Zvonimir Soldo - Ali Dáji - Ali Karimi - Mehdi Mahdavikia - Vahid Hashemian - Atli Eđvaldsson - Þórður Guđjónsson - Haszebe Makoto - Inamoto Dzsunicsi - Ono Sindzsi - Takahara Naohiro - Davor Šuker - Idriz Hošić - Josip Skoblar - Joël Epalle - Lucien Mettomo - Mohammadou Idrissou - Pierre Womé - Timothée Atouba - Alphonso Davies - Julián de Guzmán - Kevin McKenna - Paul Stalteri - Adrián Ramos - Christopher Samba - Cedric Makiadi - Robert Lewandowski - Andrzej Juskowiak - Artur Wichniarek - Dariusz Żuraw - Euzebiusz Smolarek - Jacek Krzynówek - Jakub Błaszczykowski - Jan Furtok - Łukasz Piszczek - Marcel Witeczek - Marek Leśniak - Piotr Nowak - Radosław Gilewicz - Tomasz Hajto - Tomasz Kłos - Włodzimierz Smolarek - Aleksandar Vasoski - Oka Nikolov - Saša Ćirić - Dárdai Pál - Détári Lajos - Hajnal Tamás - Huszti Szabolcs - Király Gábor - Lisztes Krisztián - Lőw Zsolt - Szabics Imre - Szélesi Zoltán - Sztáni István - Vasile Miriuță - Michael Mifsud - Júszef el-Mohtári - Pável Pardo - Milorad Peković - Chinedu Obasi - Jay-Jay Okocha - Jonathan Akpoborie - Obafemi Martins - Sunday Oliseh - Taribo West - Victor Agali - Erling Haaland - Arne Larsen Økland - Erik Mykland - Håvard Flo - Jan Åge Fjørtoft - Jřrn Andersen - Andrea Barzagli - Cristian Molinaro - Cristian Zaccardo - Luca Toni - Massimo Oddo - Dmitrij Bulikin - Ivan Szajenko - Pavel Pogrebnyak - Vlagyimir Beszcsasztnih - Jonathan Santana - Julio dos Santos - Lucas Barrios - Nelson Haedo Valdez - Roque Santa Cruz - Claudio Pizarro - Jefferson Farfán - José Paolo Guerrero - Abel Xavier - Fernando Meira | - Hugo Almeida - Maniche - Petit - Ricardo Costa - Ciprian Marica - Emil Jula - Gheorghe Popescu - Ioan Lupescu - Iulian Filipescu - Sabin Ilie - Sergiu Radu - Vlad Munteanu - Alan McInally - Raúl - Thomas Christiansen - Adrian Knup - Alexander Frei - Christoph Spycher - Ciriaco Sforza - Diego Benaglio - Eren Derdiyok - Hakan Yakın - Ludovic Magnin - Mario Eggimann - Murat Yakın - Pascal Zuberbühler - Philipp Degen - Raphaël Wicky - Ricardo Cabanas - Stéphane Chapuisat - Stéphane Henchoz - Tranquillo Barnetta - Benny Wendt - Johnny Ekström - Jörgen Pettersson - Marcus Allbäck - Marcus Berg - Markus Rosenberg - Martin Dahlin - Patrik Andersson - Roland Sandberg - Teddy Lučić - Demba Ba - Mame Niang - Souleyman Sané - Antonio Rukavina - Danijel Ljuboja - Danko Lazović - Dušan Vasiljević - Duško Tošić - Gojko Kačar - Marko Pantelić - Mladen Krstajić - Zdravko Kuzmanović - Zoran Tošić - Ján Ďurica - Marek Mintál - Marek Penksa - Miroslav Karhan - Peter Pekarík - Róbert Vittek - Stanislav Šesták - Vratislav Greško - Milivoje Novakovič - Mišo Brečko - Zlatko Dedič - Igor Belanov - Szergej Kirjakov - Valdas Ivanauskas - Halil Altıntop - Hamit Altıntop - Nuri Şahin - Ümit Davala - Yıldıray Baştürk - İlkay Gündoğan - Adel Sellimi - Dzsohar Mnari - Karím Haggi - Anatolij Timoscsuk - Andrij Voronyin - Darío Rodríguez - Gustavo Varela - Frankie Hejduk - Kasey Keller - Landon Donovan - Michael Bradley - Neven Subotić - Ricardo Clark - Steve Cherundolo - Thomas Dooley - Christian Pulisic - Wynton Rufer - Juan Arango - Tomás Rincón - Mark Hughes - Christopher Katongo |  |

## A bajnokság helyezése az UEFA-rangsorban
A 2014-2015-ös szezonra vonatkozó UEFA rangsor első öt helyezettje (Dőlt betűvel az előző szezonbeli helyezés, zárójelben az UEFA-együttható):
- 1  (2)  Liga BBVA (93.855)
- 2  (1)  Premier League (84.177)
- 3  (3)  Bundesliga (80.927)
- 4  (4)  Serie A (66.272)
- 5  (5)  Liga ZON Sagres (60.966)